# Open Sound System
Open Sound System (OSS) est un composant présent sur les systèmes de type Unix (onze systèmes d'exploitation) et qui permet de faire fonctionner des cartes son. Il a été écrit en 1992 par le finlandais Hannu Savolainen.
À la suite d'un changement de licence, il a été progressivement remplacé, dans le noyau Linux, par le projet ALSA. En juin 2007, 4Front Technologies a annoncé qu'elle voulait à nouveau distribuer OSS sous une licence libre. OSS est, aujourd’hui, distribué sous quatre licences différentes dont trois sont des licences libres et une est propriétaire.